# جاستن كيليس
جاستن رافائيل كيليس ريفيرا (من مواليد 29 مارس 1990) ، المعروف باسم جاستن كيليس أو جي كيليس ، هو مغني ريغيتون أمريكي. تم ترشيح كيليس لبريميوس جوفينتود .